# Тоё-кумоно-но ками

Генеалогия

Тоё-кумоно-но ками (яп. 豊雲野神, とよくもののかみ, «Бог обильных облачных полей») или Тоё-кумуну-но микото (яп. 豊斟渟尊, とよくむぬのみこと, «Властелин болот, [где можно] обильно черпать [воду]») — синтоистское божество мужского пола. Согласно «Нихон сёки», третий из трёх ками, появившихся в начале сотворения мира.

## Краткие сведения
Первый свиток «Нихон сёки» описывает появление божества так:
|  | В древности, когда Небо-Земля были не разрезаны и Инь-Ян не были разделены, мешанина [эта] была подобна куриному яйцу, темна и содержала почку. И вот, чистое-светлое истончилось-растянулось и стало Небом, а тяжёлое-мутное удержалось-застряло и стало Землёй. [Стало так потому, что] соединение-свёртывание тонкого и превосходного происходит легко, сгущение-затвердевание тяжёлого и мутного — трудно. Поэтому сначала установилось Небо, а Земля сделалась потом. И тогда между ними родились божества. Говорят, что в начале, когда [происходило] разделение [Неба-Земли], страна-твердь плавала и двигалась, как плавает на поверхности воды играющая рыба. И тогда между Небом и Землёй возникло нечто. По форме оно напоминало почку тростника. И оно превратилось в божество. Имя его — Куни-но токотати-но микото. Затем [появился] Куни сацути-но микото. Затем — Тоё-кумуну-но микото. Вместе — три божества. Небесное Дао изменяется само по себе. Потому эти божества установились как чисто мужские. |